# Andriy Mykolayovych Shevchenko
Andriy Mykolayovych Shevchenko (tiếng Ukraina: Андрій Миколайович Шевченко phát âm [ɑndˈrij mɪkoˈlɑjovɪtʃ ʃɛwˈtʃɛnko], sinh ngày 29 tháng 9 năm 1976 tại Dvirkivschyna, tỉnh Kiev) là cựu tiền đạo và huấn luyện viên bóng đá người Ukraina. Ông từng giành Quả Bóng Vàng năm 2004. Hiện nay ông là chủ tịch Hiệp hội bóng đá Ukraina.

## Thiếu niên
Năm Shevchenko 9 tuổi thì xảy ra thảm họa Chernobyl vào tháng 4 năm 1986. Làng ông bị ảnh hưởng bởi thảm họa đó, do đó gia đình đã phải bỏ nhà, di cư đi nơi khác. Vào tuổi thiếu niên, ông từng là một tay đấm bốc tại giải thiếu niên LLWI Ukraina, nhưng sau này cảm thấy thể hình mình không phù hợp, ông quyết định chuyển sang chơi bóng đá.

## Sự nghiệp câu lạc bộ

### Dynamo Kyiv
Năm 1986, Shevchenko bị rớt trong phần lừa bóng khi thi vào trung tâm huấn luyện thể thao của thành phố Kiev, nhưng ông đã lọt vào mắt xanh của ban lãnh đạo Dynamo Kyiv trong thời gian chơi ở giải thiếu niên, và họ đã mời ông gia nhập câu lạc bộ trẻ. 4 năm sau, Shevchenko cùng đội U-14 Dynamo Kiev đoạt cúp Ian Rush (nay là Welsh Super Cup) tại Wales; ông là vua phá lưới của giải.
Mùa bóng 1992–93, Shevchenko là cầu thủ ghi bàn nhiều nhất tại đội hình 2 của Dynamo với 12 bàn thắng, sự thể hiện đó khiến ông được đưa lên đội hình một. Ông giành danh hiệu vô địch quốc gia lần thứ 2 vào mùa bóng tiếp theo, sau khi ghi 6 bàn trong 20 trận đấu, và 1 hat-trick trong trận thắng 4–0 trước Barcelona tại Champions League 1997–98. Mùa bóng 1998–99, ông ghi được 19 bàn thắng sau 23 trận tại giải quốc nội và 6 bàn sau 10 trận tại giải châu lục. Ông kết thúc 5 mùa giải chơi cho Dynamo bằng một chức vô địch quốc gia.

### AC Milan
Năm 1999, Shevchenko chuyển đến A.C. Milan với hợp đồng chuyển nhượng kỷ lục trị giá 25 triệu USD. Ông ra mắt Serie A vào ngày 28 tháng 8 năm 1999 trong trận hòa 2–2 với Lecce. Ông trở thành cầu thủ ngoại quốc đầu tiên tại Serie A giành được chức vô địch và danh hiệu vua phá lưới ngay trong mùa bóng đầu, với 24 bàn thắng sau 32 trận.
Với chức vô địch châu Âu mùa bóng 2002–03 cùng Milan, Shevchenko cũng là cầu thủ người Ukraina đầu tiên vô địch giải này. Ông ghi tổng cộng 5 bàn thắng sau 24 trận của giải, và là người sút thành công quả penalty vào lưới Juventus trong trận chung kết. Ông đoạt danh hiệu vua phá lưới lần thứ 2 trong sự nghiệp khi ghi nhiều bàn nhất tại Serie A mùa bóng 2003–04, với 24 bàn sau 32 trận đấu, giúp Milan đoạt Scudetto lần đầu tiên sau 4 năm. Shevchenko kết thúc 1 mùa giải thành công với phần thưởng Quả bóng vàng châu Âu 2004, trở thành cầu thủ người Ukraina thứ 3 trong lịch sử đoạt giải này (trước đó là Oleg Blokhin và Igor Belanov).
Mùa bóng 2004–05, Shevchenko bị một chấn thương xương mặt và phải nghỉ nhiều trận đấu, nhưng anh cũng ghi được 17 bàn.
Shevchenko đi vào lịch sử Champions League vào ngày 23 tháng 11 năm 2005, khi ghi tất cả bốn bàn thắng trong chiến thắng 4–0 của Milan trong trận đấu với Fenerbahçe, một việc mà từ trước chỉ có bốn người làm được (4 người đó là Marco van Basten, Simone Inzaghi, Dado Pršo và Ruud van Nistelrooy). Ông ghi bàn thắng cuối cùng cho Milan mùa giải ấy ở trận tứ kết với Lyon trong những phút cuối cùng, thế nhưng đội bóng đã phải dừng bước khi để thua Barcelona tại trận bán kết.
Vào ngày 8 tháng 2 năm 2006, với bàn thắng vào lưới Treviso, ông trở thành cầu thủ ghi nhiều bàn thứ 2 trong lịch sử đội bóng sọc đỏ đen, chỉ sau Gunnar Nordahl,

### Chelsea

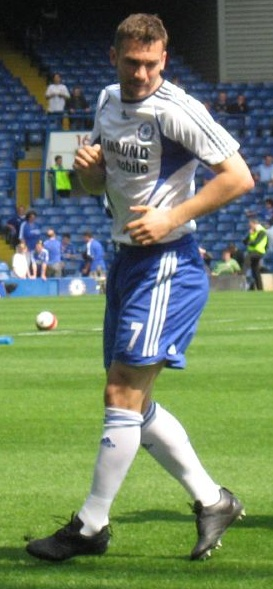
Shevchenko trong màu áo Chelsea

Mùa hè năm 2005, chủ tịch Roman Abramovich của Chelsea tuyên bố muốn mua Shevchenko với giá 85 triệu USD (56.7 triệu Euro) và đưa Hernán Crespo sang A.C. Milan như một khoản tiền bù. Milan từ chối lời đề nghị mua tiền đạo của Chelsea, nhưng đưa Crespo về đội bóng theo bảng hợp đồng cho mượn.
Mãi đến ngày 28 tháng 5 năm 2006, sau World Cup 2006, Shevchenko mới chuyển đến Chelsea với 1 hợp đồng trị giá £30.000.000, đó là số tiền chuyển nhượng cao nhất trong lịch sử Chelsea. Ông đã nhận chiếc áo số 7 như huấn luyện viên José Mourinho nói rằng ông có thể tiếp tục mặc.
Shevchenko đá trận đầu cho Chelsea vào 13 tháng 8 năm 2006 tại giải FA Community Shield, ghi bàn thắng đầu tiên cho đội này trong trận thua Liverpool 2–1. Ông ghi các bàn thắng vào lưới FC Porto và Valencia tại UEFA Champions League và bàn bàn quan trọng vào lưới Tottenham Hotspur để đưa đội bóng vào trận bán kết FA Cup. Ông kết thúc mùa bóng với tổng cộng 14 bàn sau 51 trận đấu. Trong thời gian này có lúc anh đã trở thành cầu thủ ghi nhiều bàn thứ 2 tại đấu trường châu Âu, với 57 bàn sau Gerd Müller, nhưng vị trí này đã phải nhường lại Filippo Inzaghi trong mùa giải 2007–08. Mùa giải 2006-07 của Shevchenko kết thúc khi ông mắc phải một chấn thương vào gần cuối mùa bóng. Ông không được đấu trận bán kết Champions League với Liverpool và trận chung kết FA Cup với Manchester United trên sân Wembley mới vào ngày 19 tháng 5 năm 2007.
Shevchenko ghi bàn thắng cuối cùng cho Chelsea trong trận hoà 1-1 với Bolton Wanderers vào cuối mùa bóng 2007–08.

### Trở lại AC Milan
Vào ngày 23 tháng 8 năm 2008, sau nhiều phen thoả thuận, Chelsea đồng ý cho Shevchenko trở lại chơi bóng ở Serie A với AC Milan. Sau khi rời Chelsea, ông phát biểu với báo giới rằng mình "vui như vừa đoạt chức vô địch châu Âu vậy". Nhưng ai ngờ rằng khi quay về Milan ông chỉ là một cái bóng khiến cho các Milano buồn rầu và tiếc nuối. Shevchenko đã đánh mất phong độ từ khi chuyển đến Chelsea.

### Trở về Dinamo Kiev
Trở lại với AC Milan trong hợp đồng cho mượn, ông cũng không đạt được thành công mong muốn và đến cuối mùa giải, ông lại quay về với Chelsea. Tại đây, do tiếp tục không được ra sân nhiều nên ngày 31 tháng 8 năm 2009, Sheva chọn phương án ra đi và trở lại Dynamo Kiev đá 3 năm cuối cùng của sự nghiệp..

## Sự nghiệp quốc tế
Shevchenko đã chơi 111 trận và ghi 48 bàn thắng cho đội tuyển Ukraina, trong đó có kỳ World Cup 2006 và Euro 2012. Ông ghi bàn thắng quốc tế đầu tiên cho mình vào tháng 5 năm 1996, trong 1 trận giao hữu với Thổ Nhĩ Kỳ.
Vào tháng 3 năm 2000, người quản lý của câu lạc bộ Dynamo là Valery Lobanovsky trở thành huấn luyện viên trưởng của đội tuyển Ukraina, trong nhiệm vụ đưa đội này tham dự vòng chung kết World Cup 2002. Shevchenko ghi 10 bàn trong vòng loại, nhưng Ukraina sau đó đã bị loại tại trận đấu quyết định với đội tuyển Đức. Anh ghi một trong 5 bàn của tuyển Ukraina tại vòng loại Euro 2008. Tại Euro 2012 được đồng tổ chức tại quê nhà Ukraina (cùng với Ba Lan), anh ghi được cả hai bàn thắng trong khuôn khổ lượt trận đầu tiên của bảng D với Thụy Điển. Tuy nhiên đội tuyển Ukraina phải dừng bước ở vòng bảng sau khi để thua Pháp với tỉ số 0-2 và thua Anh với tỉ số 0-1 (trong trận đấu này, bàn thắng của Marko Dević có đi qua vạch vôi rõ ràng của đội tuyển Anh nhưng trọng tài Viktor Kassai không công nhận bàn thắng hợp lệ này).
Ngày 28 tháng 7 năm 2012, Shevchenko chính thức giã từ sự nghiệp thi đấu quốc tế, sau khi tỏa sáng rực rỡ trong màu áo đội tuyển Ukraina tại Euro 2012 để theo đuổi con đường chính trị nhưng không thành công do ông không đủ phiếu bầu để bước chân vào nghị trường.
Sau khi đội tuyển Ukraina lần thứ hai liên tiếp dừng bước ở vòng bảng Euro 2016, huấn luyện viên khi đó là ông Mykhailo Fomenko không được gia hạn hợp đồng, Shevchenko được lên thay và đưa đội tuyển lọt vào chung kết Euro 2020. Tại giải đấu đó, ông dẫn dắt đội thi đấu thành công và lần đầu lọt vào tứ kết của giải năm đó trước khi để thua 0–4 trước đội tuyển Anh (đội sau đó giành ngôi á quân). Sau giải đấu này, ông quyết định không gia hạn hợp đồng.

## Cá nhân

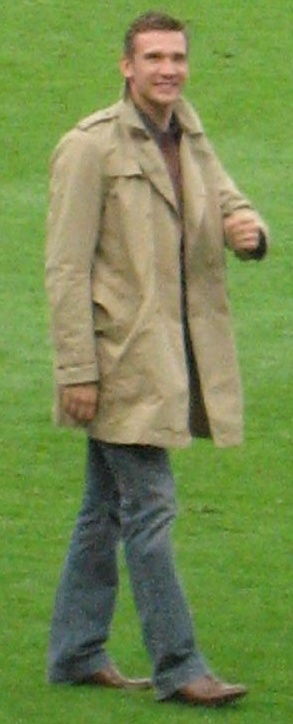
Shevchenko

Shevchenko có vợ là Kristen Pazik, một người mẫu Mỹ. Họ gặp gỡ và hẹn hò tại Giorgio Armani vào năm 2002, và cưới nhau vào ngày 14 tháng 3 năm 2004, lễ cưới được tổ chức bí mật trên 1 sân gôn ở thủ đô Washington. Họ thường nói chuyện với nhau bằng tiếng Ý, mặc dù Shevchenko đã từng công bố mong muốn học tiếng Anh của mình. Giới truyền thông cho rằng Pazik là tác nhân rất lớn thúc đẩy Shevchenko đồng ý chuyển sang Chelsea, thành phố mà cô ta có nhiều bạn bè, và là môi trường thuận lợi để con cái họ nói tốt tiếng Anh. Shevchenko từng phát biểu rằng việc ông chuyển đến Chelsea là "do chuyện gia đình".
Ông có 2 đứa con trai, Jordan (tên lấy từ huyền thoại bóng rổ nhà nghề Mỹ Michael Jordan), sinh ngày 29 tháng 10 năm 2004, và Christian, sinh ngày 10 tháng 11 năm 2006. Andriy mừng sinh nhật Jordan bằng bàn thắng trong trận đấu gặp Sampdoria (AC Milan thắng 1-0). Chủ tịch AC Milan ngài Silvio Berlusconi là cha đỡ đầu con trai đầu lòng của Andriy, Jordan. Một ngày sau khi Christian ra đời, Shevchenko đã ghi bàn trong trận đấu mà Chelsea thắng Watford 4 - 0, ông và các đồng đội đã thực hiện động tác "rock-the-baby" goal celebration để ăn mừng sự kiện này.
Shevchenko là bạn thân của nhà thiết kế thời trang Giorgio Armani, ông từng làm người mẫu của Armani trong nhiều chương trình thời trang ở Kyiv. Vào tháng 7 năm 2005, ông trở thành đại sứ của FIFA trong chuyến thăm từ thiện Làng trẻ em SOS. Ông và gia đình hiện đang sống ở Virginia Water, Surrey.

### Về cái tên
Tên của Shevchenko (Viết: Андрій theo tiếng Ukraina) gặp nhiều vấn đề khi chuyển ngữ từ chữ cái kirin sang chữ cái Latin. Andriy là cách viết được sử dụng tại trang web chính của cầu thủ này (). Nó cũng được sử dụng bởi UEFA, FIFA và là kiểu viết vần thông dụng nhất trên các phương tiện truyền thông nói tiếng Anh (dù tạp chí World Soccer ghi là Andrii và Sky Sports ghi Andrei). Cách phát âm chính xác là [an.ˈdrij].
Người hâm mộ của CLB Dynamo Kyiv đặt biệt danh cho ông là Sheva, từ chữ Shevchenko mà ra.

## Thống kê

### Tại câu lạc bộ
| Mùa giải            | Câu lạc bộ          | Hạng đấu            | VĐQG    | VĐQG   | Cúp quốc gia | Cúp quốc gia | Cúp châu Âu | Cúp châu Âu | Khác    | Khác   | Tổng cộng | Tổng cộng |
| Mùa giải            | Câu lạc bộ          | Hạng đấu            | Số trận | Số bàn | Số trận      | Số bàn       | Số trận     | Số bàn      | Số trận | Số bàn | Số trận   | Số bàn    |
| ------------------- | ------------------- | ------------------- | ------- | ------ | ------------ | ------------ | ----------- | ----------- | ------- | ------ | --------- | --------- |
| 1992–93             | Dynamo-2 Kyiv       | First League        | 6       | 0      | —            | —            | —           | —           | —       | —      | 6         | 0         |
| 1993–94             | Dynamo-2 Kyiv       | First League        | 31      | 12     | 1            | 0            | —           | —           | —       | —      | 32        | 12        |
| 1994–95             | Dynamo-2 Kyiv       | First League        | 13      | 4      | 4            | 5            | —           | —           | —       | —      | 17        | 9         |
| 1996–97             | Dynamo-2 Kyiv       | First League        | 1       | 0      | —            | —            | —           | —           | —       | —      | 1         | 0         |
| 1994–95             | Dynamo Kyiv         | Premier League      | 17      | 1      | 4            | 1            | 2           | 1           | —       | —      | 23        | 3         |
| 1995–96             | Dynamo Kyiv         | Premier League      | 31      | 16     | 5            | 1            | 2           | 2           | —       | —      | 38        | 19        |
| 1996–97             | Dynamo Kyiv         | Premier League      | 20      | 6      | —            | —            | —           | —           | —       | —      | 20        | 6         |
| 1997–98             | Dynamo Kyiv         | Premier League      | 23      | 19     | 8            | 7            | 10          | 6           | —       | —      | 41        | 32        |
| 1998–99             | Dynamo Kyiv         | Premier League      | 26      | 18     | 4            | 5            | 14          | 10          | —       | —      | 44        | 33        |
| 1999–00             | Milan               | Serie A             | 32      | 24     | 4            | 4            | 6           | 1           | 1       | 0      | 43        | 29        |
| 2000–01             | Milan               | Serie A             | 34      | 24     | 3            | 1            | 14          | 9           | —       | —      | 51        | 34        |
| 2001–02             | Milan               | Serie A             | 29      | 14     | 3            | 0            | 6           | 3           | —       | —      | 38        | 17        |
| 2002–03             | Milan               | Serie A             | 24      | 5      | 4            | 1            | 11          | 4           | —       | —      | 39        | 10        |
| 2003–04             | Milan               | Serie A             | 32      | 24     | 1            | 0            | 10          | 4           | 2       | 0      | 45        | 28        |
| 2004–05             | Milan               | Serie A             | 29      | 17     | —            | —            | 10          | 6           | 1       | 3      | 40        | 26        |
| 2005–06             | Milan               | Serie A             | 28      | 19     | —            | —            | 12          | 9           | —       | —      | 40        | 28        |
| 2006–07             | Chelsea             | Premier League      | 30      | 4      | 6            | 3            | 10          | 3           | 5       | 4      | 51        | 14        |
| 2007–08             | Chelsea             | Premier League      | 17      | 5      | 1            | 0            | 5           | 1           | 2       | 3      | 25        | 9         |
| 2008–09             | Milan (loan)        | Serie A             | 18      | 0      | 1            | 1            | 7           | 1           | —       | —      | 26        | 2         |
| 2009–10             | Chelsea             | Premier League      | 1       | 0      | —            | —            | —           | —           | —       | —      | 1         | 0         |
| 2009–10             | Dynamo Kyiv         | Premier League      | 21      | 7      | 2            | 0            | 6           | 1           | —       | —      | 29        | 8         |
| 2010–11             | Dynamo Kyiv         | Premier League      | 18      | 10     | 2            | 1            | 12          | 5           | —       | —      | 32        | 16        |
| 2011–12             | Dynamo Kyiv         | Premier League      | 16      | 6      | 1            | 0            | 5           | 0           | —       | —      | 22        | 6         |
| Dynamo              | Dynamo              | Dynamo              | 172     | 83     | 26           | 16           | 51          | 25          | —       | —      | 249       | 123       |
| Dynamo-2            | Dynamo-2            | Dynamo-2            | 51      | 16     | 5            | 5            | —           | —           | —       | —      | 56        | 21        |
| Milan               | Milan               | Milan               | 226     | 127    | 16           | 7            | 76          | 38          | 4       | 3      | 322       | 175       |
| Chelsea             | Chelsea             | Chelsea             | 48      | 9      | 7            | 3            | 15          | 4           | 7       | 7      | 77        | 23        |
| Tổng cộng sự nghiệp | Tổng cộng sự nghiệp | Tổng cộng sự nghiệp | 497     | 235    | 54           | 31           | 142         | 67          | 11      | 9      | 704       | 342       |

*Các giải đấu khác bao gồm Siêu cúp bóng đá Ý, Siêu cúp Anh, Cúp Liên đoàn bóng đá Anh và Cúp bóng đá liên lục địa
- 5 trên 6 bàn thắng được ghi trong màu áo FC Dynamo-2 Kyiv tại giải Cúp Quốc gia Ukraina[21]
- 12 bàn thắng không bao gồm với Dynamo Kyiv tại CIS Cup ('96–'98)

### Quốc tế

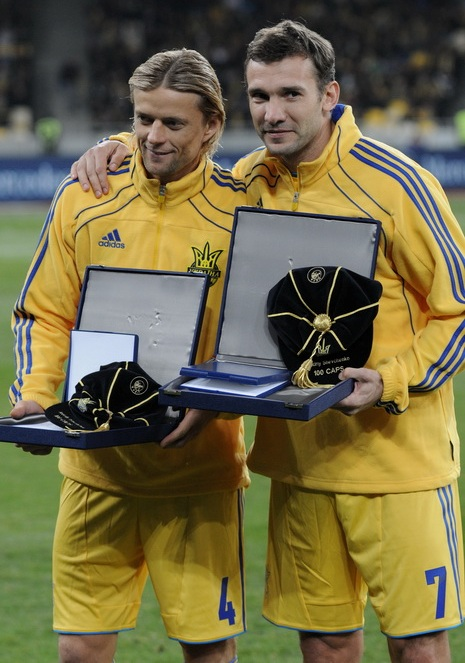
Anatoliy Tymoshchuk và Shevchenko được UEFA vinh danh năm 2011 vì thành tích 100 lần ra sân cho Ukraine.

| Ukraina   | Ukraina | Ukraina |
| Năm       | Số trận | Số bàn  |
| --------- | ------- | ------- |
| 1995      | 2       | 0       |
| 1996      | 2       | 1       |
| 1997      | 8       | 4       |
| 1998      | 6       | 1       |
| 1999      | 9       | 2       |
| 2000      | 5       | 5       |
| 2001      | 7       | 6       |
| 2002      | 3       | 0       |
| 2003      | 8       | 3       |
| 2004      | 6       | 4       |
| 2005      | 6       | 2       |
| 2006      | 9       | 5       |
| 2007      | 8       | 3       |
| 2008      | 7       | 3       |
| 2009      | 8       | 4       |
| 2010      | 6       | 2       |
| 2011      | 5       | 1       |
| 2012      | 6       | 2       |
| Tổng cộng | 111     | 48      |

### Bàn thắng quốc tế
(Tính tới 27 tháng 3 năm 2008)
| #   | Ngày                 | Địa điểm                                                    | Đối thủ     | Tỉ số | Kết quả | Giải đấu                                   |
| --- | -------------------- | ----------------------------------------------------------- | ----------- | ----- | ------- | ------------------------------------------ |
| 1.  | 1 tháng 5 năm 1996   | Sân vận động 19 tháng 5 Samsun, Samsun, Thổ Nhĩ Kỳ          | Thổ Nhĩ Kỳ  | 3–2   | Thua    | Giao hữu                                   |
| 2.  | 2 tháng 4 năm 1997   | Khu liên hợp thể thao quốc gia Olimpiyskiy, Kiev, Ukraina   | Bắc Ireland | 2–1   | Thắng   | Vòng loại World Cup 1998                   |
| 3.  | 7 tháng 5 năm 1997   | Khu liên hợp thể thao quốc gia Olimpiyskiy, Kiev, Ukraina   | Armenia     | 1–1   | Hòa     | Vòng loại World Cup 1998                   |
| 4.  | 11 tháng 10 năm 1997 | Sân vận động Hrazdan, Yerevan, Armenia                      | Armenia     | 0–2   | Thắng   | Vòng loại World Cup 1998                   |
| 5.  | 15 tháng 11 năm 1997 | Khu liên hợp thể thao quốc gia Olimpiyskiy, Kiev, Ukraina   | Croatia     | 1–1   | Hòa     | Trận Play-off của Vòng loại World Cup 1998 |
| 6.  | 15 tháng 7 năm 1998  | Khu liên hợp thể thao quốc gia Olimpiyskiy, Kiev, Ukraina   | Ba Lan      | 1–2   | Hòa     | Giao hữu                                   |
| 7.  | 9 tháng 10 năm 1999  | Sân vận động Luzhniki, Moskva, Nga                          | Nga         | 1–1   | Hòa     | Vòng loại Euro 2000                        |
| 8.  | 13 tháng 11 năm 1999 | Sân vận động Bežigrad, Ljubljana, Slovenia                  | Slovenia    | 2–1   | Thua    | Trận Play-off của Vòng loại Euro 2000      |
| 9.  | 26 tháng 4 năm 2000  | Sân vận động Georgi Asparuhov, Sofia, Bulgaria              | Bulgaria    | 0–1   | Thắng   | Giao hữu                                   |
| 10. | 2 tháng 9 năm 2000   | Khu liên hợp thể thao quốc gia Olimpiyskiy, Kiev, Ukraina   | Ba Lan      | 1–3   | Thua    | Vòng loại World Cup 2002                   |
| 11. | 7 tháng 10 năm 2000  | Sân vận động Cộng hòa, Yerevan, Armenia                     | Armenia     | 2–3   | Thắng   | Vòng loại World Cup 2002                   |
| 12. | 7 tháng 10 năm 2000  | Sân vận động Cộng hòa, Yerevan, Armenia                     | Armenia     | 2–3   | Thắng   | Vòng loại World Cup 2002                   |
| 13. | 11 tháng 10 năm 2000 | Sân vận động Ullevaal, Oslo, Na Uy                          | Na Uy       | 0–1   | Thắng   | Vòng loại World Cup 2002                   |
| 14. | 28 tháng 3 năm 2001  | Sân vận động Thiên niên kỷ, Cardiff, Wales                  | Wales       | 1–1   | Hòa     | Vòng loại World Cup 2002                   |
| 15. | 1 tháng 9 năm 2001   | Sân vận động Dinamo, Minsk, Belarus                         | Belarus     | 0–2   | Thắng   | Vòng loại World Cup 2002                   |
| 16. | 1 tháng 9 năm 2001   | Sân vận động Dinamo, Minsk, Belarus                         | Belarus     | 0–2   | Thắng   | Vòng loại World Cup 2002                   |
| 17. | 5 tháng 9 năm 2001   | Sân vận động Ukraina, Lviv, Ukraina                         | Armenia     | 3–0   | Thắng   | Vòng loại World Cup 2002                   |
| 18. | 6 tháng 10 năm 2001  | Sân vận động Śląski, Chorzów, Ba Lan                        | Ba Lan      | 1–1   | Hòa     | Vòng loại World Cup 2002                   |
| 19. | 14 tháng 11 năm 2001 | Westfalenstadion, Dortmund, Đức                             | Đức         | 4–1   | Thua    | Trận Play-off vòng loại World Cup 2002     |
| 20. | 7 tháng 6 năm 2003   | Sân vận động Ukraina, Lviv, Ukraina                         | Armenia     | 4–3   | Thắng   | Trận Play-off Vòng loại Euro 2004          |
| 21. | 7 tháng 6 năm 2003   | Sân vận động Ukraina, Lviv, Ukraina                         | Armenia     | 4–3   | Thắng   | Trận Play-off Vòng loại Euro 2004          |
| 22. | 10 tháng 9 năm 2003  | Sân vận động Manuel Martínez Valero, Elche, Tây Ban Nha     | Tây Ban Nha | 2–1   | Thua    | Vòng loại Euro 2004                        |
| 23. | 9 tháng 10 năm 2004  | Khu liên hợp thể thao quốc gia Olimpiyskiy, Kiev, Ukraina   | Hy Lạp      | 1–1   | Hòa     | Vòng loại Euro 2004                        |
| 24. | 13 tháng 10 năm 2004 | Sân vận động Ukraina, Lviv, Ukraina                         | Gruzia      | 2–0   | Thắng   | Vòng loại Euro 2004                        |
| 25. | 17 tháng 11 năm 2004 | Sân vận động Şükrü Saracoğlu, Istanbul, Thổ Nhĩ Kỳ          | Thổ Nhĩ Kỳ  | 0–3   | Thắng   | Vòng loại World Cup 2006                   |
| 26. | 17 tháng 11 năm 2004 | Sân vận động Şükrü Saracoğlu, Istanbul, Thổ Nhĩ Kỳ          | Thổ Nhĩ Kỳ  | 0–3   | Thắng   | Vòng loại World Cup 2006                   |
| 27. | 4 tháng 6 năm 2005   | Khu liên hợp thể thao quốc gia Olimpiyskiy, Kiev, Ukraina   | Kazakhstan  | 2–0   | Won     | Vòng loại World Cup 2006                   |
| 28. | 8 tháng 10 năm 2005  | Sân vận động Meteor, Dnipropetrovsk, Ukraina                | Albania     | 2–2   | Hòa     | Vòng loại World Cup 2006                   |
| 29. | 8 tháng 6 năm 2006   | Sân vận động Josy Barthel, Thành phố Luxembourg, Luxembourg | Luxembourg  | 0–3   | Thắng   | Giao hữu                                   |
| 30. | 19 tháng 6 năm 2006  | AOL Arena, Hamburg, Đức                                     | Ả Rập Xê Út | 0–4   | Thắng   | World Cup 2006 bảng H                      |
| 31. | 23 tháng 6 năm 2006  | Sân vận động Olympic, Berlin, Đức                           | Tunisia     | 1-0   | Thắng   | World Cup 2006 bảng H                      |
| 32. | 6 tháng 9 năm 2006   | Khu liên hợp thể thao quốc gia Olimpiyskiy, Kiev, Ukraina   | Gruzia      | 3–2   | Thắng   | Vòng loại Euro 2008                        |
| 33. | 11 tháng 10 năm 2006 | Khu liên hợp thể thao quốc gia Olimpiyskiy, Kiev, Ukraina   | Scotland    | 2–0   | Thắng   | Vòng loại Euro 2008                        |
| 34. | 12 tháng 9 năm 2007  | Khu liên hợp thể thao quốc gia Olimpiyskiy, Kiev, Ukraina   | Ý           | 1–2   | Thua    | Vòng loại Euro 2008                        |
| 35. | 13 tháng 10 năm 2007 | Hampden Park, Glasgow, Scotland                             | Scotland    | 3–1   | Thua    | Vòng loại Euro 2008                        |
| 36. | 21 tháng 11 năm 2007 | Khu liên hợp thể thao quốc gia Olimpiyskiy, Kiev, Ukraina   | Pháp        | 2–2   | Hòa     | Vòng loại Euro 2008                        |
| 37. | 26 tháng 3 năm 2008  | Sân vận động Dynamo Valeriy Lobanovskyi, Kiev, Ukraina      | Serbia      | 2–0   | Thắng   | Giao hữu                                   |
| 38. | 6 tháng 9 năm 2008   | Sân vận động Ukraina, Lviv, Ukraina                         | Bỉ          | 1–0   | Thắng   | Vòng loại World Cup 2010                   |
| 39. | 10 tháng 9 năm 2008  | Sân vận động Trung tâm Almaty, Almaty, Kazakhstan           | Kazakhstan  | 0-2   | Thua    | Vòng loại World Cup 2010                   |
| 40. | 1 tháng 4 năm 2009   | Sân vận động Wembley, Luân Đôn, Anh                         | Anh         | 1-1   | Hòa     | Vòng loại World Cup 2010                   |
| 41. | 6 tháng 6 năm 2009   | Sân vận động Maksimir, Zagreb, Croatia                      | Croatia     | 1-1   | Hòa     | Vòng loại World Cup 2010                   |
| 42. | 5 tháng 9 năm 2009   | Sân vận động Dynamo Valeriy Lobanovskyi, Kiev, Ukraina      | Serbia      | 3–0   | Thắng   | Vòng loại World Cup 2010                   |
| 43. | 14 tháng 10 năm 2009 | Sân vận động Comunal, Andorra la Vella, Andorra             | Andorra     | 0-1   | Thua    |                                            |
| 44. | 25 tháng 5 năm 2010  | Sân vận động Metalist, Kharkiv, Ukraina                     | Litva       | 3–0   | Thắng   | Giao hữu                                   |
| 45. | 25 tháng 5 năm 2010  | Sân vận động Metalist, Kharkiv, Ukraina                     | Litva       | 3–0   | Thắng   | Giao hữu                                   |
| 46. | 7 tháng 11 năm 2011  | Sân vận động Dynamo Valeriy Lobanovskyi, Kiev, Ukraina      | Bulgaria    | 2–0   | Thắng   | Giao hữu                                   |
| 47. | 11 tháng 6 năm 2012  | Khu liên hợp thể thao quốc gia Olimpiyskiy, Kiev, Ukraina   | Thụy Điển   | 2–1   | Thắng   | Euro 2012                                  |
| 48. | 11 tháng 6 năm 2012  | Khu liên hợp thể thao quốc gia Olimpiyskiy, Kiev, Ukraina   | Thụy Điển   | 2–1   | Thắng   | Euro 2012                                  |

## Thành tựu

### Với đội bóng
- Dynamo Kyiv

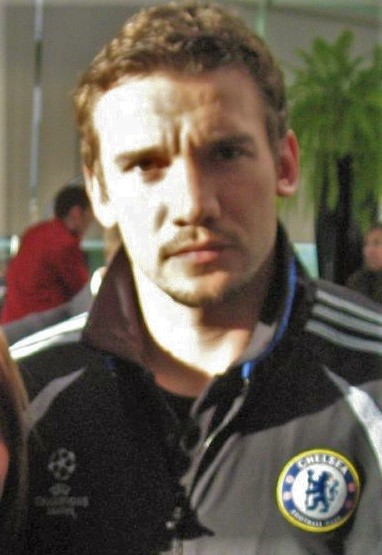
Andriy Shevchenko

  - Ukrainian Premier League: 1994–95, 1995–96, 1996–97, 1997–98, 1998–99
  - Ukrainian Cup: 1996, 1998, 1999
  - Commonwealth of Independent States Cup: 1996, 1997, 1998
- AC Milan
  - Serie A: 2003–04
  - Coppa Italia: 2002–03
  - Supercoppa Italiana: 2004
  - UEFA Champions League: 2003
  - UEFA Super Cup: 2003
  - UEFA Champions League Runner-up: 2005
- Chelsea
  - Premier League Runner-up: 2006–07, 2007–08
  - FA Cup: 2007
  - Football League Cup: 2007
  - UEFA Champions League Runner-up: 2008
  - Community Shield: 2009

### Danh hiệu cá nhân
- Vua phá lưới Ukrainian Premier League: 1998–99
- Commonwealth of Independent States Cup Top Scorer: 1997
- Vua phá lưới Serie A: 1999–2000, 2003–04
- Cầu thủ châu Âu của năm: về nhất năm 2004, về thứ 3 năm 1999 và 2000, thứ 4 năm 2003, thứ 5 năm 2005, thứ 8 năm 2001, có tên trong danh sách đề cử năm 1998 và 2006
- Cầu thủ xuất sắc nhất năm của FIFA: thứ 3 năm 2004, thứ 5 năm 2000, thứ 6 năm 2005, thứ 7 năm 1999, thứ 9 năm 2001, thứ 10 năm 2003, thứ 21 năm 2006
- Vua phá lưới UEFA Champions League: 1998-99, 2000–01, 2005–06
- Cầu thủ Ukraina trong năm: 1997, 1999, 2000, 2001, 2004, 2005
- Tiền đạo giỏi nhất UEFA Champions League: 1998–99
- Cầu thủ giỏi nhất trong năm của Serie A: 2000
- Là thành viên trong nhóm FIFA 100, danh sách huyền thoại sống do vua bóng đá Pelé bầu chọn.
- 100 cầu thủ vĩ đại nhất thế kỷ 20 do World Soccer bầu chọn
- Ukraine National Team Top all-time scorer
- Fourth all-time scorer in the history of European club competitions
- Cầu thủ ghi bàn nhiều thứ 2 trong lịch sử A.C. Milan